# باشگاه فوتبال تاینان سیتی
باشگاه فوتبال تاینان سیتی یک باشگاه فوتبال حرفه‌ای از شهر تاینان، تایوان است.